# Фінголімод
Фінголімод (англ. Fingolimod, лат. Fingolimodum) — напівсинтетичний лікарський препарат, який за своєю хімічною будовою є похідним міріоцину та структурним аналогом сфінгозину. Вироблення препарату передбачає використання продуктів життєдіяльності Saria sinclairii. Фінголімод застосовується перорально. Фінголімод уперше синтезований у 1992 році в лабораторії японської компанії «Yoshitomi Pharmaceuticals», та уперше схвалений до клінічного використання в 2010 році.

## Фармакологічні властивості
Фінголімод — напівсинтетичний лікарський засіб, який за своєю хімічною будовою є похідним міріоцину та структурним аналогом сфінгозину. Механізм дії препарату полягає у модулюванні сфінгозин-1-фосфатних рецепторів, що передбачає зв'язування активного метаболіту фінголімоду — фінголімоду фосфату — з сфінгозин-1-фосфатними рецепторами І типу, які розміщені на поверхні лімфоцитів. Унаслідок цього фінголімод легко проникає через гематоенцефалічний бар'єр та зв'язується із S1P-1-рецепторами у ЦНС. У подальшому фінголімод блокує вихід лімфоцитів із лімфатичних вузлів, причому проходить лише перерозподіл лімфоцитів за місцем їх знаходження, а не втрата їх функціональних властивостей. Унаслідок зниження кількості лімфоцитів у кровотоку знижується кількість лімфоцитів, які можуть перетворитися у прозапальні клітини типу Th17, які проникають у нервову систему, та пошкоджують нервову тканину та нервові волокна. Наслідком цього є зниження лімфоцитарної інфільтрації нервової тканини, зниження вираженості запалення та пошкодження нервової тканини. Фінголімод застосовується для лікування ремітуючого розсіяного склерозу, і при його застосуванні спостерігається зниження активності захворювання, значне зменшення кількості нових вогнищ запалення, значне зниження прогресування непрацездатності та ризику стійкого прогресування інвалідизації. Проте при застосуванні фінголімоду зростає частота побічних ефектів з боку серцево-судинної системи, у тому числі небезпечних аритмій та брадикардії, у зв'язку із чим його застосування заборонено особам із серцево-судинними захворюваннями та захворюванням судин головного мозку. При застосуванні фінголімоду також зростає ризик вірусних інфекцій, онкологічних захворювань, гастроентериту, лімфопенії та лейкопенії.

### Фармакокінетика
Фінголімод добре, але повільно всмоктується після перорального застосування, біодоступність препарату становить у середньому 93 %. Максимальна концентрація препарату досягається протягом 12—16 годин після прийому препарату. Фінголімод добре розподіляється у тканинах організму, швидко захоплюється еритроцитами. Препарат швидко метаболізується до свого активного метаболіту фінголімоду фосфату. Фінголімод майже повністю (на 99 %) зв'язується з білками плазми крові. Фінголімод добре проникає через гематоенцефалічний бар'єр, через плацентарний бар'єр та в грудне молоко. Препарат метаболізується в печінці, спочатку до активного метаболіта, пізніше до неактивних метаболітів. Фінголімод виводиться з організму переважно із сечею у вигляді метаболітів, незначна частина виводиться з калом. Період напіввиведення фінголімоду становить 6—9 діб, не доведено зміну цього часу при порушеннях функції печінки та нирок.

## Покази до застосування
Фінголімод застосовується при ремітуючому розсіяному склерозі як із високою активністю, так і при швидко прогресуючому важкому ремітуючому перебігу захворювання.

## Побічна дія
При застосуванні фінголімоду побічні ефекти спостерігаються досить часто, найбільш характерними є побічні явища з боку серцево-судинної системи, у тому числі небезпечних аритмій, брадикардії та атріовентрикулярної блокади, у зв'язку із чим його застосування заборонено особам із серцево-судинними захворюваннями та захворюванням судин головного мозку. Характерними при застосуванні фінголімоду є інфікування вірусними захворюваннями унаслідок зниження імунітету, зокрема вірусом грипу та іншими гострими респіраторними інфекціями, вірусом простого герпесу, грибковими інфекціями. При застосуванні фінголімоду також зареєстровано кілька випадків прогресуючої мультифокальної лейкоенцефалопатії внаслідок реактивації на фоні застосування препарату JC-вірусу. На фоні застосування фінголімоду описана поява у кількох випадках раку шкіри. Іншими побічними ефектами препарату є:
- Алергічні реакції та з боку шкірних покривів — шкірний висип, алопеція, свербіж шкіри, екзема.
- З боку травної системи — діарея, гастроентерит.
- З боку нервової системи — головний біль, мігрень, запаморочення, тривожність, парестезії, депресія, порушення зору, макулярний набряк.
- З боку серцево-судинної системи — артеріальна гіпертензія.
- З боку дихальної системи — кашель, задишка, бронхіт, синусит, пневмонія.
- З боку сечостатевої системи — дисменорея, зниження потенції, периферичні набряки, гематурія.
- З боку опорно-рухового апарату — біль у спині.
- Зміни в лабораторних аналізах — лейкопенія, нейтропенія, лімфопенія, підвищення рівня тригліцеридів у крові, підвищення активності амінотрансфераз та гаммаглутамілтранспептидази.

## Протипокази
Фінголімод протипоказаний при застосуванні при підвищеній чутливості до препарату, імунодефіцитних станах, важких активних інфекціях (туберкульоз, гепатити), злоякісних пухлинах, важких серцево-судинних та цереброваскулярних захворюваннях, важких порушеннях функції печінки, при вагітності та годуванні грудьми.

## Форми випуску
Фінголімод випускається у вигляді желатинових капсул по 0,0005 г.